# Hatna
Hatna (1899-ig Hattne, szlovákul Hatné) község Szlovákiában, a Trencséni kerületben, a Vágbesztercei járásban.

## Fekvése
Vágbesztercétől 9 km-re északnyugatra fekszik.

## Története
A község területén a Marikói-pataktól északra ősidők óta két erődítmény állt, melyeknek területéről a legkorábbi cserépmaradványok az i. e. 3. évezred-ből származnak. Az erődítményeket később a bronzkorban és a vaskorban itt élt népek vették birtokba. Területükről a hallstatti és a lausitzi kultúra népének maradványait tárták fel. A patak jobb oldalán pedig a puhói kultúra településének emlékei kerültek elő. A területet vélhetően a 7. században szláv törzsek, a mai szlovákok ősei szállták meg.
A község első írásos említése 1321. július 12-én „Hathna” néven Károly Róbert oklevelében történik. A király az adománylevélben a birtokot Kilián fia András magiszternek, a Hatnai család ősének adja. Ő a falu első ismert birtokosa. A család legnevesebb tagja Hatnai János, aki a harcokban tett szolgálataiért Zsigmond királytól megkapta a budatíni uradalmat. Hatnai György Illava várának kapitánya, Hatnai Rafael pedig Budatín következő ura volt. A család egyeduralma 1510-ben törik meg, amikor a falu másik birtokosa a Sarlay család lesz. 1511-ben Podmaniczky János, majd testvére: Rafael lesz birtokos a községben. 1560-ban I. Ferdinánd király a besztercei uradalmat Serédy Gáspárnak adja, akitől a birtokot Balás András kapja meg.
Lakói a 16. században kálvinisták lettek. A falu evangélikus fatemploma 1755-ben épül fel, a falu földesura Balás Zsigmond azonban alattvalóit visszatéríti a katolikus hitre és a templom helyén katolikus kápolna épül. A község pecsétje 1783-ból származik. 1784-ben 57 házában 63 családban 293 lakos élt.
A 18. század végén Vályi András így ír róla: „HATNE. Tót falu Trentsén Várm. földes Urai G. Balassa, és több Uraságok, lakosai katolikusok, fekszik Proszné falunak, ’s Marikovának szomszédságában, 1719ben itten egy borjú jött a’ világra, mellynek két feje vala, és egy szeme; határja közép termékenységű.”
1828-ban 35 háza volt 307 lakossal. A Balások a 19. századig a község birtokosai.
Fényes Elek 1851-ben kiadott geográfiai szótárában így ír a faluról: „Hatne, tót falu, Trencsén vmegyében, a vágh-beszterczei uradalomban. Ut. p. Zsolna.”
Iskolája 1912-ben épült fel, a tanítás először magyar nyelven folyt. A trianoni békéig a község Trencsén vármegye Vágbesztercei járásához tartozott.

## Népessége
| Év:            | 1994. | 2004.   | 2014.   | 2024.   |
| -------------- | ----- | ------- | ------- | ------- |
| Emberek száma: | 580   | 564     | 599     | 632     |
| Eltérés:       |       | -2,75 % | +6,20 % | +5,50 % |

| Év:            | 2023. | 2024.   |
| -------------- | ----- | ------- |
| Emberek száma: | 642   | 632     |
| Eltérés:       |       | -1,55 % |

1910-ben 196, túlnyomórészt szlovák lakosa volt.
2001-ben 575 lakosából 569 szlovák volt.
2011-ben 590 lakosából 566 szlovák volt.

## Nevezetességei
- A temetőben álló Szent József kápolna 1802-ben épült.

## Külső hivatkozások
- Községinfó
- Hatna Szlovákia térképén
- E-obce.sk